# 塩尻和子
塩尻 和子（しおじり かずこ、1944年4月 - ）は、日本のイスラーム研究者。筑波大学名誉教授。

## 略歴
岡山市生まれ。1967年大阪外国語大学アラビア語学科卒業、東京大学大学院人文科学研究科博士課程単位取得満期退学（宗教学）、ハーヴァード大学準研究員、日本大学文理学部非常勤講師、1999年筑波大学助教授を経て教授。1998年「アブドゥル・ジャッバールの倫理思想」で東大博士（文学）。2008年定年退職し特任教授。2009年から2010年まで、筑波大学理事・副学長を務める。2011年より、東京国際大学国際交流研究所所長。夫は元駐リビア大使、元中東調査会副理事長塩尻宏。
全体として親イスラーム的な論調で発言することが多く、とりわけ9.11以降強くなったイスラーム教徒への偏見や差別に対して、イスラームに対する誤解があるとしてイスラームの平和性や寛容性を強く訴えている。

## 著書
- ヨルダン＝野の花の国で 未來社 1993
- イスラームの倫理 アブドゥル・ジャッバール研究 未來社 2001
- イスラームの生活を知る事典 池田美佐子共著 東京堂出版 2004
- リビアを知るための60章 明石書店 2006
  - リビアを知るための60章【第2版】 明石書店 2020 - 田中友紀、上山一、アメッド・ナイリ、塩尻宏、ハーテム・ムスタファ・ムフターフが寄稿[3]
- イスラームを学ぼう 実りある宗教間対話のために 秋山書店 2007
- イスラームの人間観・世界観 宗教思想の深淵へ 筑波大学出版会 2008

## 翻訳
- 聖戦の歴史 十字軍遠征から湾岸戦争まで カレン・アームストロング（英語版） 池田美佐子共訳 柏書房 2001
- グローバル・テロリズムとイスラーム 穢れた聖戦 ジョン・L・エスポズィート（英語版） 杉山香織共監訳 明石書店 2004